# Wahlen 1862
◄◄ | ◄ | 1858 | 1859 | 1860 | 1861 | Wahlen 1862 | 1863 | 1864 | 1865 | 1866 | ► | ►►

Weitere Ereignisse
Die Liste der Wahlen 1862 umfasst Parlamentswahlen, Präsidentschaftswahlen, Referenden und sonstige Abstimmungen auf nationaler und subnationaler Ebene, die im Jahr 1862 weltweit abgehalten wurden.
Das damalige Wahlrecht entsprach typischerweise nicht den Wahlrechtsgrundsätzen der direkten, geheimen und gleichen Wahl. Zeittypisch waren oft nur kleine Teile der Bevölkerung wahlberechtigt, ein Frauenwahlrecht war nicht gegeben.

## Termine
| Land               | Datum           | Link zur Wahl 1862            | Link zur letzten Wahl | Bemerkung                                                     |
| ------------------ | --------------- | ----------------------------- | --------------------- | ------------------------------------------------------------- |
| Liechtenstein      | 3.–17. Nov.     | Landtagswahl in Liechtenstein |                       | erste Wahl nachdem Liechtenstein eine neue Verfassung erhielt |
| Vereinigte Staaten | 2. Juni–3. Nov. | Wahl zum Repräsentantenhaus   | 1860                  |                                                               |